# Castell de Sales
El Castell de Sales és un edifici del municipi de Sales de Llierca (Garrotxa) declarat bé cultural d'interès nacional. És situat al cim d'un turó, als contraforts de les muntanyes d'Entreperes i des d'aquest punt s'hi observa tot el riberal del riu Fluvià. Accessible des de Tortellà, mitjançant una pista de terra en bon estat.

## Història
La baronia de Sales va ésser creada al segle X pel comte de Besalú i bisbe de Girona Miró Bonfill a favor d'Oriol, un dels seus fidels vassalls l'any 979. El fill d'aquest, Joan Oriol es va casar amb la germana del comte Bernat Tallaferro i el fill hereu d'aquesta unió, Arnau Joan, inicià la llista de senyors de Sales. L'existència del castell, però, no es pot confirmar fins al 1029 en què surt esmentat Bernat Arnau de Sales. L'any 1129 se cita documentalment el castell en la concòrdia establerta entre el bisbe de Girona i els germans Galceran, Bernat i Bernat Joan de Sales sobre llurs drets a la vila de Bàscara.
L'any 1248, morí Alemanda, vídua d'Arnau de Sales i el castell i la senyoria de Sales passaren a mans de la seva filla gran, Ermessenda, muller del comte d'Empúries. Aquest fet provocà un plet familiar que acabà amb la disgregació del gran patrimoni familiar acumulat per Arnau de Sales repartit entre fills i nebots. Ermessenda conservà el castell de Sales que passaria al seu primogènit, Ramon d'Empúries substituït per Galceran. L'any 1252, Ermessenda i el seu fill vengueren la castlania a Beatriu de Messano. No obstant, l'any 1254, consta que la castlania la tenia Guillem Seixà qui, any 1259 en vengué la meitat a Bernat Seguí el qual consta que feu homenatge a Galceran d'Empúries, senyor de Sales, pel castell de Sales i diferents masos. Galceran, que no va viure mai al castell, el vengué en franc alou l'any 1297, juntament amb els drets de baronia, a Dalmau de Rocabertí, senyor de Peralada, que a partir d'aquí firma com a baró de Sales. Sembla que els Rocabertí vengueren la senyoria parcialment a diversos personatges com ara al bisbe de Girona i a Pere de Cornellà.
El fogatge de l'any 1359 documenta 75 focs al castell i terme de Sales. Jaume de Cornellà ven el castell a Ramón Malart, ciutadà de Girona, per 80.000 sous. El canvi de mans de la senyoria es produí segurament l'any 1360. L'any 1398, Roger de Malart, senyor de Sales, empresonà alguns pagesos del seu terme en negar-se aquests a reparar les muralles i el vall del castell. Els pagesos es queixaren al veguer reial de Besalú. Informat el rei Martí I de Catalunya -Aragó, n'ordenà l'alliberament i rescabalament per abusos sota pena de multa de mil florins d'or d'Aragó a pagar a la corona. En plena guerra civil catalana que enfrontà la Generalitat catalana i el rei Joan II, el duc de Lorena, favorable a la Generalitat, signà un tractat de capitulació amb els homes del castell de Sales (1469).
Durant el segle xvi, el castell romangué en poder dels Malart. El segle xvii passà a la família Alemany de Bellpuig.

## Descripció

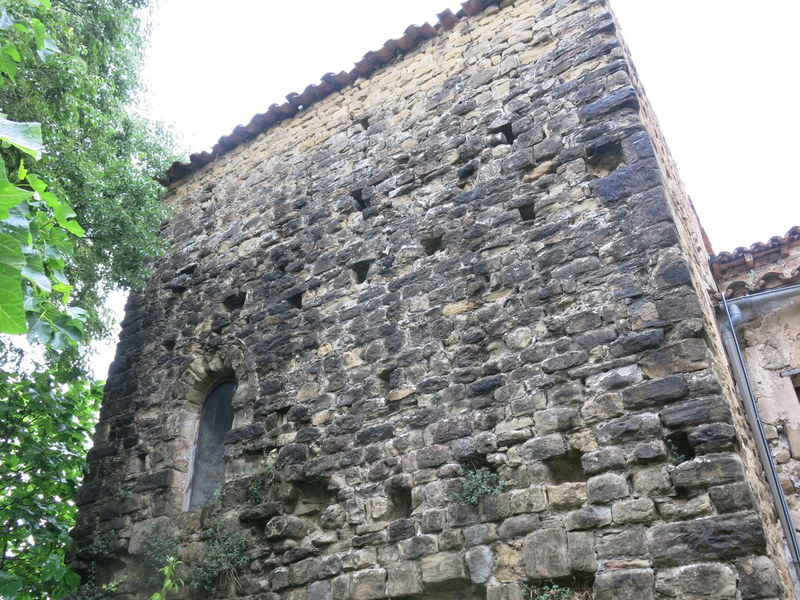
Castell de Sales (maig 2014)

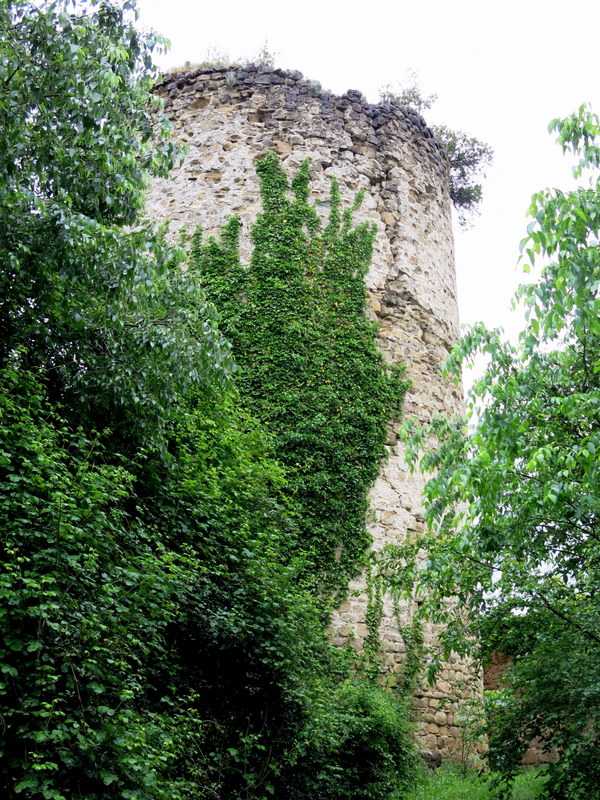
Castell de Sales (maig 2014)

És una construcció de caràcter militar, posteriorment transformada en pagesia. Té la forma d'un quadrilàter irregular amb una torre a l'angle sud-oest. La construcció central, segurament la torre mestra, té una alçada actual de 7 m si bé es veu que tenia uns 12 m. A ponent hi ha una finestra força gran amb arc de mig punt de dovelles. Aquest edifici es degué construir al mateix temps que les parets perimetrals exteriors que devien encerclar diverses sales. La torre de l'angle sud-oest, té un diàmetre interior d'uns 5 m, un gruix de mur d'uns 140 cm i una alçada actual de 10 m. Gairebé tot el castell restava tancat dins un altre clos, situat a una distància d'entre 6 i 14 m del perímetre més interior. A l'extrem sud-oest d'aquest clos hi ha una cambra de 5 m per 9 m que podia ser l'església del castell, dedicada a Santa Maria. Era d'una sola nau i durant molts anys va ser utilitzada com a carbonera. Les restes de la porta del segon recinte s'endevinen al mur septentrional del castell. A la banda oest hi havia un vall.
La tradició parla de l'existència de túnels que comunicaven l'interior i l'exterior del castell, actualment tapiats.
Per les característiques de l'aparell constructiu, carreus allargats i una mica treballats, la torre central i les parets del primer clos provenen del segle xi. La torre de l'angle sud-oest és datable al segle xiii (un document de 1303 esmenta una torre rodona).
Durant els segles XV i XVI, s'hi efectuaren diverses reformes, que encara es conserven, tot i que, en gran part, romanen amagades per successius afegitons.